# Calosomatina
Sous-tribu
Synonymes
Calosomina
Les Calosomatina sont une sous-tribu de coléoptères, de la famille des Carabidae, de la sous-famille des Carabinae et de la tribu des Carabini.
BioLib considère le taxon comme un synonyme de la sous-tribu Carabina.

## Genres
Callisthenes - Calosoma - Camegonia